# بوشتى الحياني

بوشتا الحياني (مواليد 1952 في تاونات) فنان مغربي بدأت مسيرته الاحترافية خلال السبعينيات، ومنذ ذلك الحين شق طريق نجاحه ليصبح أحد الفنانين المغاربة الرائدين والأكثر شهرة. يعتبر بوشتى الحياني من الرسامين المغاربة القلائل الذين يتقنون الرسم باحترافية.
تخرج الحياني من «مدرسة الفنون الجميلة» بالدار البيضاء ثم «مدرسة الفنون الجميلة» في باريس. ثم عرض أعماله في العديد من المعارض في جميع أنحاء العالم.
يعيش ويعمل بوشتى الحياني حاليًا بمدينة الرباط، المغرب. وهو عضو في مجلس إدارة جمعية الفنانين المغاربة (AMAP).

## حياته
ولد بوشتى الحياني بمدينة تاونات، التحق بمعهد الفنون التطبيقية "الخنساء" بالدار البيضاء، ثم بمركز تكوين الأساتذة بالرباط "عمر الخيام"، حيث تعرف على مجموعة من التشكيليين المغاربة والاجانب، ليصبح رائدا من رواد الحداثة التشكيلية بالمغرب، من أمثال هؤلاء الفنانين نذكر "بغداد بنعباس، وعبد الباسط بندحمان، وفؤاد بلامين، وعبد الواحد الشرايبي.

## أعماله
اهتم بوشتى الحياني بمجموعة من المواضيع، من أهمها الجسد، الجسد العاري، الجسد الأنثوي، في علاقته بالموت والفراغ والمجهول والآخر. يرفض الحياني الانصياع وراء نماذج فنية جاهزة وتقلدية، بل يميل إلى خلق نموذجه الابداعي الخاص.

## المعارض الفردية
- 1970: مركز إسبانيول الثقافي - فاس (المغرب)
- 1989 : كلية بني ملال (المغرب)
- 1991 : الرواق الوطني باب الرواح - الرباط (المغرب)
- 1991 : رواق الورشة - الرباط
- 1992 : رواق فلاندريا - طنجة (المغرب)
- 1993 : كلية الآداب - فاس (المغرب)
- 1994 : رواق راب الكبير - الرباط
- 1995 : قصر جنان - فاس
- 1997 : رواق المنارة - الدار البيضاء (المغرب)
- 1998 : رواق برنانوس - باريس (فرنسا)
- 1998 : الرواق الوطني باب الرواح - الرباط
- 2000 : افتتاح رواق CDG الرباط
- 2001 : رواق المنارة - الدار البيضاء
- 2002 : المعهد الفرنسي - الرباط

## معارض جماعية
- 1970 : صالون الفنانين المستقلين - الدار البيضاء
- 1976 : رواق ناشيونال باب رواح - الرباط
- 1976 : ممر سوترين - الدار البيضاء
- 1977 : قاعة الحفلات - الرباط
- 1977 : الفنانين الخنس Milan (إيطاليا)
- 1977 : Bruxelles (بلجيكا)
- 1977 : رواق Structure BS - الرباط
- 1980 : رواق Structure BS - الرباط
- 1981 : بينالي مدينة تونس الأول - غاليري يحي - تونس (تونس)
- 1981 : مهرجان أصيلة (المغرب)
- 1981 : الفن المغربي ، بوردو (فرنسا)
- 1982 : معرض معماري ، متحف الوداية - الرباط
- 1983 : المهرجان المغربي (عالم ديزني) ، فلوريدا (الولايات المتحدة الأمريكية)
- 1983 : الفنون التشكيلية المتوسطية ، الدار البيضاء
- 1984 : الاسبوع الثقافي للمغرب ، داكار (السنغال)
- 1985 : معرض العيون (المغرب)
- 1985 : رواق الورشة، الرباط
- 1985 : كلية الآداب بن مسك ، الدار البيضاء
- 1985 : جاليري ناشيونال باب رواح ، الرباط
- 1985 : المباراة الدولية Sculpture sur Neige ، كيبيك (كندا)
- 1986 : 11 الرسام، 11 رواق قصائد ورجال الرسائل  Marsam، الرباط
- 1987 : كلية الآداب ، القنيطرة (المغرب)
- 1987 : متحف الوداية، الرباط
- 1987 : عيد ميلاد العاشر لمجلة الأساس ، الوداية، الرباط 1987 : لقاء الفنانين التشكيليين - الحرفيين والمهندسين المعماريين، مراكش (المغرب)
- 1988 :الأسبوع الثقافي المغربي، القاهرة (مصر)
- 1990 : متحف الخريف للأوداية، الرباط
- 1990 : باب الكبير ، الرباط
- 1990 : معرض الحسيمة (المغرب)
- 1990 : التحالف الفرنسي المغربي ، الرباط)
- 1991 : OMDH الرواق الوطني باب الرواح ، الرباط
- 1992 : معرض l'AMAP الرواق الوطني باب الرواح ، الرباط
- 1993 : معرض OMDH (سويسرا)
- 1994 : غاليري حمزة وصل (الواسطي) ، الدار البيضاء (المغرب)
- 1994 : الرسامين في مستشفى الأطفال ، الرباط
- 1994 : مكتبة عمر الخيام - الدار البيضاء
- 1995 : غاليري ناشيونال باب رواح - الرباط
- 1996 : آثار أقدام على السجاد ، بوردو (فرنسا)
- 1996 : آثار أقدام على السجاد BMCE ، باريس (فرنسا)
- 1997 : الأسبوع المغربي ( موناكو )ثلاثون عاما من الرسم التجريدي بالمغرب ، صالة عرض. المنار ، الدار البيضاء
- 1997 : آثار أقدام على السجاد ( الإمارات العربية المتحدة )
- 1997 : أساتذة - رسامين BCM ، الدار البيضاء
- 1997 : أساتذة - رسامين، باب الرواح، الرباط
- 1998 : نظرة على الفن n ° XII ، باريس
- 1998 : الحي العالمي للفنون ، Paris
- 1998 : جاليري ميشيل راي ، باريس
- 1999 : لقاء في مسكيت الفن التشكيلي العربي (عمان)
- 1999 : الرسامين المشتركين. (مساحة المعاطف البيضاء)) ، باريس
- 1999 : فيلات الفنون ، متحف الفن المعاصر ، الدار البيضاء
- 1999 : 1999 مسارات 99 - الحركة الفنية لليفالوا ، الفن المعاصر (فرنسا)
- 2000 : 1/2000 معرض جاك كارتير (فرنسا)
- 2000 : الرسم المغربي المعاصر : معرض itinérante ( إسبانيا )
- 2000 : معرض ، غاليري باب رواح ، الرباط
- 2000 : معرض الجديدة (المغرب)
- 2000 : معرض بكلية دان الشق ، الدار البيضاء
- 2000 : الرسامين في ديربان ، ديربان (الجنوب)Africa)
- 2001 : Parcours d'Artistes، الرباط
- 2001 : معرض الرسامين المغاربة ( سوريا )
- 2002 : بينالي اللوحات على الورق ( بنغلاديش )
- 2002 : الرسامين المغاربة ( الكويت )
- 2002 : مشاغل موازين بورتس أوفرتس بالرباط
- 2002 : بينالي اركادي السادس ( ساحل العاج )
- 2002 : المركز الثقافي للأجدال ، الرباط
- 2003 : Hommage à Kacimi : باب رواح ، الرباط
- 2004 : معرض "Vision actuelle" لجامعة الأخوين ، إفران (المغرب)
- 2004 : Hommage à Chaïbia - Al-Jadida (المغرب)
- 2004 : معرض GENAP في الكاتدرائية ، الدار البيضاء
- 2004 : 1ere journal mondiale contre la الفساد organisée par Transparency (المغرب)
- 2004 : المغرب - جاليري حي الرياض ، CDG ، الرباط

## روابط خارجية
- https://web.archive.org/web/20091207001859/http://www.pipale.com/bouchta-el-hayani.htm
- http://www.bladi.net/bouchta-el-hayani.html
- https://web.archive.org/web/20110418090209/http://www.editmanar.com/peintres/ELHAYAfr
- http://www.fondationona.ma/images/pdf/collection.pdf
- https://web.archive.org/web/20090217033420/http://www.7-dragons.com/maroc/rabat/hayani.php
- https://web.archive.org/web/20100108182748/http://artedemarruecos.com/index.php؟mod=cat&cat=1749
- http://www.arabafenicenet.it/index.php؟option=com_content&task=view&id=570&Itemid=207
- http://artszin.com/tags/bouchta-el-hayani-venise-cadre/٪5B٪5D
- http://universes-in-universe.org/eng/intartdata/artists/africa/mar/el_hayani_bouchta
- http://www.abc-artgallery.com/el-hayani-Bouchta/ نسخة محفوظة 7 مايو 2021 على موقع واي باك مشين.
- https://web.archive.org/web/20131102102715/http://www.aujourdhui.ma/maroc-actualite/magazine/bouchta-el-hayani-ou-la-mue-des-signes-6432.html
- https://web.archive.org/web/20130928001008/http://world.gmw.cn/2013-08/08/content_8549385.htm